# Nedoklan
Nedoklan (Bulgaars: Недоклан) is een dorp in het noordoosten van Bulgarije, gelegen in de gemeente Razgrad in oblast Razgrad. Het dorp ligt hemelsbreed ongeveer 6 km ten noordoosten van de stad Razgrad en 281 km ten noordoosten van de hoofdstad Sofia.

## Bevolking
Het dorp Nedoklan had bij de laatste officiële volkstelling van 7 september 2021 een inwoneraantal van 171 personen. Dit waren 45 mensen (-20,8%) minder dan 216 inwoners bij de census van 1 februari 2011. De gemiddelde jaarlijkse groei in die periode komt daarmee uit op -2,2%, hetgeen lager is dan het landelijk jaarlijks gemiddelde over deze periode (-1,14%). Het aantal inwoners vertoont al vele jaren een dalende trend: in 1934 had het dorp nog een recordaantal van 532 inwoners.
- 1934 532
Koninkrijk Bulgarije
- 1946 520
Volksrepubliek Bulgarije
- 1956 488
Volksrepubliek Bulgarije
- 1965 365
Volksrepubliek Bulgarije
- 1975 332
Volksrepubliek Bulgarije
- 1985 344
Volksrepubliek Bulgarije
- 1992 247
Republiek Bulgarije
- 2001 224
Republiek Bulgarije
- 2011 216
Republiek Bulgarije
- 2021 171
Republiek Bulgarije

- Koninkrijk Bulgarije
- Volksrepubliek Bulgarije
- Republiek Bulgarije

In het dorp wonen grotendeels etnische Turken. In de optionele volkstelling van 2011 identificeerden 161 van de 191 ondervraagden zichzelf met de Turkse etniciteit - 84,3% van de bevolking. De overige 30 inwoners waren etnische Bulgaren (15,7%).
| Etnische samenstelling van de respondenten (2011) | Etnische samenstelling van de respondenten (2011) | Etnische samenstelling van de respondenten (2011) | Etnische samenstelling van de respondenten (2011) | Etnische samenstelling van de respondenten (2011) |
| ------------------------------------------------- | ------------------------------------------------- | ------------------------------------------------- | ------------------------------------------------- | ------------------------------------------------- |
|                                                   |                                                   |                                                   |                                                   |                                                   |
| Bulgaren                                          | Bulgaren                                          |                                                   | 15,7%                                             | 15,7%                                             |
| Turken                                            | Turken                                            |                                                   | 84,3%                                             | 84,3%                                             |
| Roma                                              | Roma                                              |                                                   | 0,0%                                              | 0,0%                                              |
| Anders/Onbekend                                   | Anders/Onbekend                                   |                                                   | 0,0%                                              | 0,0%                                              |